# Maria Micaela Desmaisieres
Maria Micaela Desmaisieres właśc. Michaela Desmaisières López de Dicastillo y Olmedo, wicehrabina de Jorbalán (ur. 1 stycznia 1809 w Madrycie, zm. 24 sierpnia 1865 w Walencji) – założycielka instytutu Sióstr Adoratorek Najświętszego Sakramentu, hiszpańska święta Kościoła katolickiego.

## Życiorys
Maria Micaela Desmaisieres urodziła się 1 stycznia 1809 r. w rodzinie szlacheckiej i z racji swojego pochodzenia posiadała tytuł wicehrabiny de Jorbalán. W tym samym czasie w Madrycie odbywała się wojna o niepodległość. Mała Maria została ochrzczona już trzy dni po narodzinach, a niedługo po tym jej matka wyprowadziła się z Dworu w Madrycie, aby towarzyszyć swojemu mężowi na froncie. 
W 1844 roku założyła dom dla kobiet potrzebujących pomocy, głównie dla prostytutek, które chciały porzucić dotychczasowy styl życia oraz sposób zarabiania. Przyjmowane kobiety otrzymywały prócz schronienia, wykształcenie religijne i świeckie. Z powodu wielu potrzebujących, w 1856 r. założyła zgromadzenie Służebnic Najświętszego Sakramentu i Miłosierdzia, które w 1860 r. zostało zatwierdzone przez Piusa IX. 
Zmarła 24 sierpnia 1865 r. w czasie epidemii cholery i została pochowana w Walencji. Przybyła tam, aby pomagać ofiarom epidemii.
W 1889 roku rozpoczął się jej proces beatyfikacyjny. W 1891 r. jej szczątki przeniesiono z cmentarza do domu zgromadzenia i umieszczone w artystycznym sarkofagu. Beatyfikował ją Pius XI 7 czerwca 1925 r., a  4 marca 1934 r. dokonał jej kanonizacji.